# 1906 na música

## Nascimentos
| Data           | Nome                    | Profissão                          | Nacionalidade | Observações | Ref |
| -------------- | ----------------------- | ---------------------------------- | ------------- | ----------- | --- |
| 27 de Janeiro  | Radamés Gnattali        | músico instrumentista e compositor | Brasil        | m. 1988     |     |
| 26 de Julho    | Armando José Fernandes  | compositor                         | Portugal      | m. 1983     |     |
| 25 de Setembro | Dmitri Shostakovich     | compositor                         | Rússia        | m. 1975     |     |
| 17 de Dezembro | Fernando Lopes-Graça    | compositor                         | Portugal      | m. 1994     |     |
|                | Diones Almeida Coutinho | compositor de La Pampas            | Brasil        |             |     |

## Mortes
| Data        | Nome                       | Profissão | Nacionalidade | Observações | Ref |
| ----------- | -------------------------- | --------- | ------------- | ----------- | --- |
| 12 de Julho | Henrique Alves de Mesquita | músico    | Brasil        | n. 1830     |     |